# Marcelo Sgarbossa
Marcelo Sgarbossa (Lagoa Vermelha, 1 de abril de 1975) é um ciclista, advogado e político brasileiro. Foi vereador em Porto Alegre, no Rio Grande do Sul entre 2013 e 2021.

## Trajetória no esporte
Começou a praticar o esporte em Lagoa Vermelha em 1987 e foi campeão gaúcho (1989-1990), campeão brasileiro (1990-1991) e venceu torneios em Santa Catarina (1991) e São Paulo (1992). Fora do Brasil, obteve vitórias no Peru (1992) e na Itália (1996). Representou o Brasil em campeonatos mundiais realizados em Atenas em 1992; Sicília em 1994 e Lugano na Suíça em 1996. Depois de cinco anos competindo na Europa, em 1997 voltou para o Brasil onde encerrou sua carreira esportiva aos 22 anos desiludido com o frequente uso de doping no seu esporte.

## Vida profissional
Diplomou-se em Direito na Pontifícia Universidade Católica do Rio Grande do Sul (PUCRS). Em 2004, voltou para a Itália, onde fez mestrado em Análise de Políticas Públicas na Universidade de Turim. Atualmente, exerce o magistério e militância política.

## Carreira política
Filiado ao PT, Marcelo candidatou-se pela primeira vez em 2008, para o cargo de vereador na capital gaúcha, mas não obteve êxito. Dois anos depois, 2010, candidatou-se para deputado estadual no Rio Grande do Sul, também sem conseguir ser eleito. 
Concorreu novamente nas eleições municipais de 2012 e foi eleito vereador em Porto Alegre, com 5.723 votos. Uma das suas principais bandeiras de campanha é o incentivo ao uso da bicicleta como meio de transporte sustentável, numa batalha contra a desenfreada emissão de gases pelo crescente aumento da frota de automóveis particulares na cidade e os consequentes congestionamentos gerados. 
Foi reeleito vereador em Porto Alegre nas eleições municipais de 2016, com 7.585 votos. Em 2020 disputou seu terceiro mandato como vereador e ficou na segunda suplência. Em fevereiro de 2022, deixou o Partido dos Trabalhadores e se filiou ao Partido Verde, partido da mesma federação que o PT.
Sgarbossa sugeriu a candidatura coletiva de Olívio Dutra para o Senado Federal em 2022. Inicialmente cotado para integrar a chapa com o ex-governador, acabou não a integrando depois de negociações entre os partidos.
Com a eleição de Leonel Radde e Laura Sito para a Assembleia Legislativa, Sgarbossa assumirá a vereança em fevereiro de 2023.

## Desempenho eleitoral
| Ano  | Eleição                        | Candidato a       | Partido | Coligação                  | Votos | Resultado  |
| ---- | ------------------------------ | ----------------- | ------- | -------------------------- | ----- | ---------- |
| 2008 | Municipal de Porto Alegre      | Vereador          | PT      | sem coligação proporcional | 2.267 | Não eleito |
| 2010 | Estaduais do Rio Grande do Sul | Deputado Estadual | PT      | sem coligação proporcional | 3.588 | Não eleito |
| 2012 | Municipal de Porto Alegre      | Vereador          | PT      | Coligação PT - PPL - PTC   | 5.723 | Eleito     |
| 2016 | Municipal de Porto Alegre      | Vereador          | PT      | sem coligação proporcional | 7.585 | Eleito     |
| 2018 | Estaduais do Rio Grande do Sul | Deputado Estadual | PT      | sem coligação proporcional | 9.222 | Não eleito |
| 2020 | Municipal de Porto Alegre      | Vereador          | PT      | sem coligação proporcional | 3.770 | Suplente   |
| 2024 | Municipal de Porto Alegre      | Vereador          | REDE    | Federação PSOL REDE        | 2.016 | Suplente   |